# T-80 (laki tenk)
T-80 je bio posljednji sovjetski laki tenk tijekom Drugog svjetskog rata.
Tijekom 1943. godine Sovjetski Savez je donio odluku o izgradnji lakog tenka koji bi trebao zamijeniti T-70 i T-60 koji su proglašeni preslabim za trenutačne potrebe bojišta. Ovaj pokušaj gradnje snažnije verzije svojih prethodnika je proglašen neuspjehom nedugo po izlasku prvih modela s proizvodne trake. Prije zabrane proizvodnje svih laganih tenkova u listopadu 1943. godine bilo je dovršeno samo 120 tenkova T-80.
Razlike između T-70 i ovog tenka su bile premalene da bi spasile projekt. Te razlike su uključivale jačanje oklopa i smještaj dvojice tenkista u kupolu, što je bilo u suprotnosti s T-70 i T-60 koji su imali samo jednog tenkista u kupoli.